# Eisenbahnunfall von Tahta
Der Eisenbahnunfall von Tahta war ein Auffahrunfall beim Bahnhof Tahta im ägyptischen Gouvernement Sohag am 26. März 2021, bei dem 19 Menschen starben.

## Ausgangslage
Beide Züge waren auf der Strecke im Niltal in Richtung Norden unterwegs. Der erste Zug verkehrte von Luxor nach Alexandria, der ihm folgende Zug von Assuan nach Kairo. Im zweiten Zug war das Zugbeeinflussungssystem ausgeschaltet, um mit höherer Geschwindigkeit fahren zu können. Der Triebfahrzeugführer gab an, er habe mündlich die Anweisung erhalten, das System nicht zu aktivieren. Bereits zuvor hatte der ägyptische Verkehrsminister Kamel Al-Wazir erklärt, er selbst habe Lokführer angewiesen, in einzelnen Abschnitten die Zugbeeinflussung auszuschalten, um beispielsweise bei Bauarbeiten mit höherer Geschwindigkeit fahren zu können.
Außerdem wurde bei der Unfalluntersuchungen festgestellt, dass der Beimann des Lokführers im voranfahrenden Zug sowie ein Bediensteter im Stellwerk unter Drogeneinfluss standen.

## Unfallhergang
Im voranfahrenden Zug wurde zwischen den Bahnhöfen El Maragha und Tahta, etwa 450 km südlich von Kairo, die Notbremse von Unbekannten betätigt, woraufhin der Zug bremste. Der zweite Zug fuhr auf den ersten, noch nicht zum Stehen gekommenen Zug mit nicht sehr hoher Geschwindigkeit auf. Dabei wurden zwei Wagen des voranfahrenden Zuges zertrümmert und ein dritter aus den Gleisen geworfen.

## Folgen
Bei dem Eisenbahnunfall wurden 19 Menschen getötet und mindestens 185 weitere verletzt. Zur Rettung der Verletzten waren mehr als 70 Krankenwagen im Einsatz.